# Зугрэс
Зугрэ́с (укр. Зугре́с) — город в Харцызской городской общине Донецкого района Донецкой области Украины. 
До 2020 года был подчинён Харцызскому городскому совету. Входит в Донецко-Макеевскую агломерацию.

## История

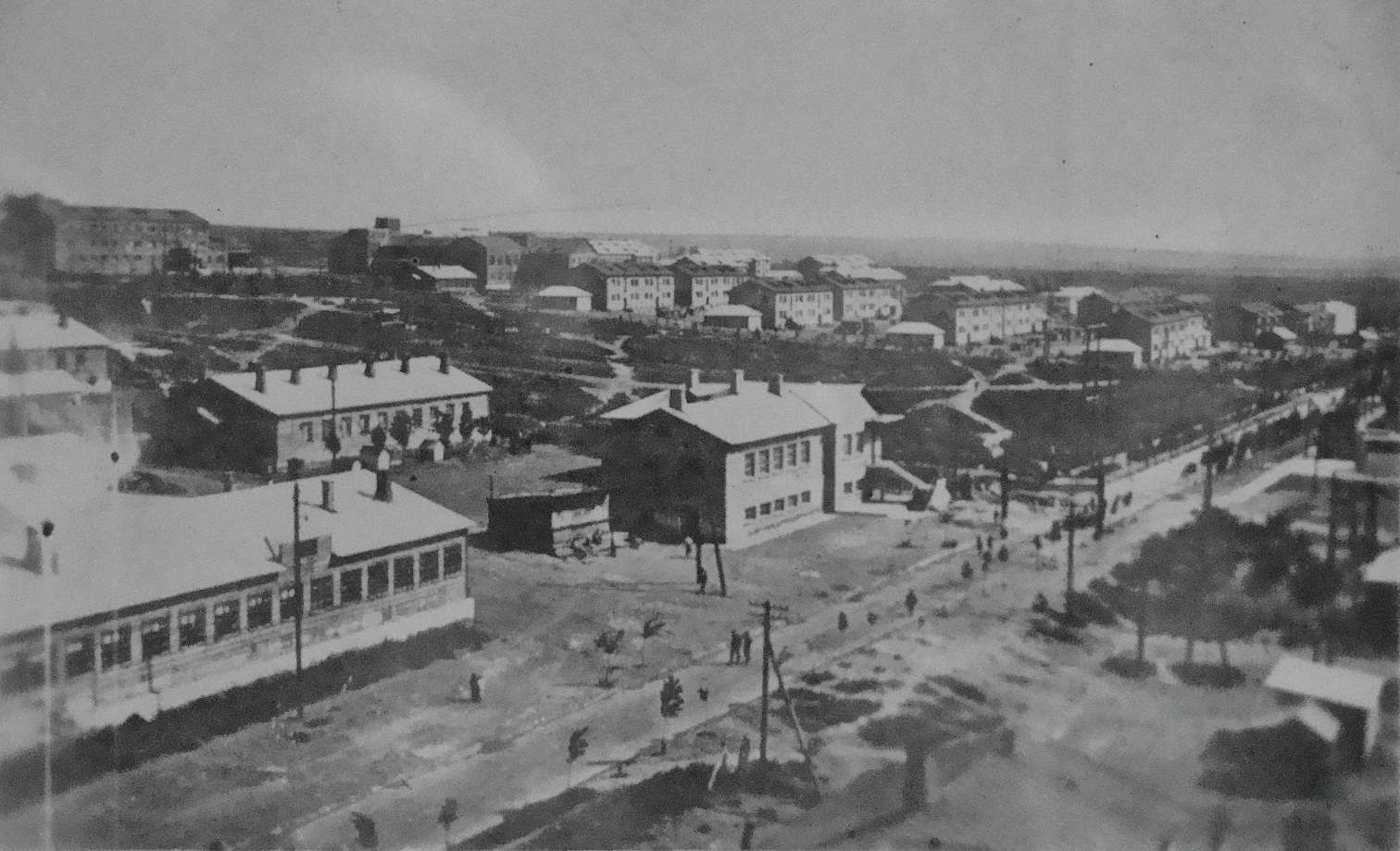
Каменный городок —
первый микрорайон города. 30-е годы.

Основан Зугрэс в 1929—1932 годах на месте хутора Дубовка, близ Зуевки. Построен он был как рабочий посёлок, в связи со строительством возле Зуевки Зуевской ГРЭС (ЗуГРЭС-1):

 В апреле 1930 года в долине реки Крынка началось рытье котлована под главный корпус Зуевской ГРЭС. На левом берегу реки строились бараки. В них в первую очередь поселяли семейных. Те, кто помоложе, сооружали шалаши из досок и соломы, рыли землянки. А рядом с будущим главным зданием станции уже закладывались фундаменты жилых домов, строился «каменный» городок — основа будущего города энергетиков ЗуГРЭСа— Сайт Министерства энергетики и угольной промышленности Украины.
 Статус города районного подчинения Зугрэс получил в 1938 году.
В годы Великой Отечественной войны город находился под Германской оккупацией. Войска нацистской Германии и её союзников вошли в город 24—25 октября 1941 года. Город был освобождён 3 сентября 1943 года войсками 50-й стрелковой дивизии генерала А. С. Владычанского.
В 1997 году два находившихся в городе ПТУ № 48 и ПТУ № 10 объединили в ПТУ № 48.

### Война на Донбассе
В апреле 2014 года город был захвачен сторонниками ДНР.
13 августа 2014 года ВСУ обстреляли пляж в Зугрэсе. В результате обстрела погибло 19 мирных жителей, ранено 40 человек. Стороны конфликта обвиняли в произошедшем друг друга. Украинская журналистка Гала Скляревская отмечала расхождения в деталях трагедии в различных СМИ, использование в пропагандистских целях неподтвержденной версии о том, что причиной трагедии стал авианалёт, и призвала власти Украины к официальному расследованию трагедии.

## Физико-географическая характеристика

### Географическое положение
Город расположен в центрально-восточной части Донецкой области на каменистых склонах левого берега реки Крынка в окружении холмов Донецкого кряжа. Рельеф местности сильно изрезан оврагами и балками. При строительстве в 30-х годах XX века электростанции ЗуГРЭС низина Крынки в технологических целях была перегорожена дамбой, вследствие чего образовалось Зуевское водохранилище. На левом берегу этого водохранилища и располагается Зугрэс. Площадь города — 13,5 км² (по земельному кадастру Украины).

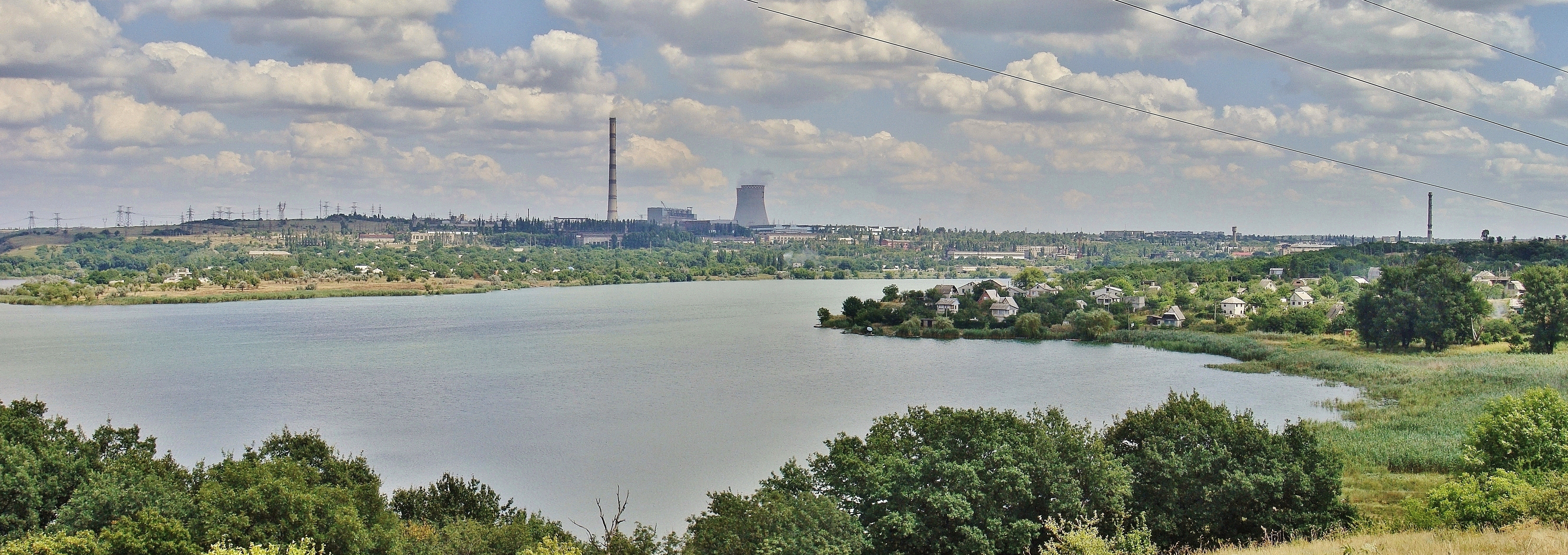
Зуевское водохранилище. Зугрэс.
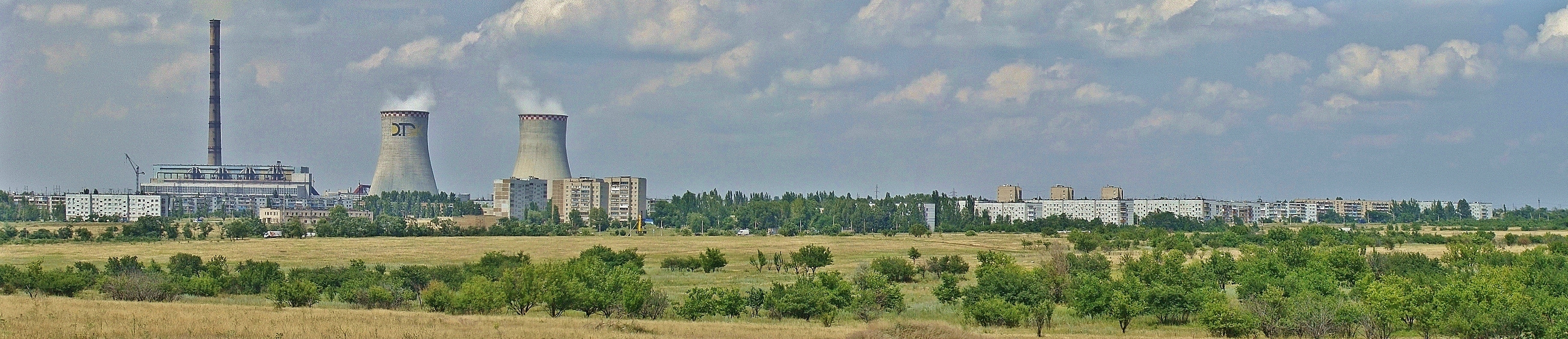
Зугрэс 2.

| Ближайшие населённые пункты | Ближайшие населённые пункты | Ближайшие населённые пункты |
| --------------------------- | --------------------------- | --------------------------- |
| Северо-запад: Харцызск      | Север: Зуевка               | Северо-восток: Кировское    |
| Запад: Харцызск             |                             | Восток: Шахтёрск            |
| Юго-запад Иловайск          | Юг: пгт. Шахтное            | Юго-восток: Цупки, Певчее   |

### Соседние населённые пункты по сторонам света
С: Зуевка (выше по течению Крынки)
СВ: Лобановка, город Шахтёрск
В: Зачатовка, Садовое, Сердитое
ЮВ: Цупки, Певчее, Русско-Орловка
Ю: Шахтное, Троицко-Харцызск, Покровка (ниже по течению Крынки)
ЮЗ: Войково, Широкое
З: Водобуд (на противоположном берегу Зуевского водохранилища), Николаевка (на противоположном берегу Крынки ниже Зуевского водохранилища), Новопелагеевка, Медвежье, Золотарёвка, Дубовка, город Харцызск
СЗ: Горное

### Климат
Климат умеренно континентальный, однако летом температура воздуха в тени иногда может превышать +40 градусов по Цельсию, а зимой опускаться ниже −28 градусов по Цельсию. Зугрэс расположен в ветровом Донецко-Таганрогском коридоре, безветренных дней в году почти нет. Летом нередки длительные засушливые периоды, зимой — резкая смена температур. Всё вышеперечисленное является причиной принадлежности территорий вокруг города (как, впрочем, и большинства площадей Донбасса) к зоне рискованного земледелия.

### Растительный и животный мир
В связи с высокой плотностью населения и большой степенью индустриализации народного хозяйства в Донецком регионе, говорить о растительности и животном мире без оглядки на деятельность человека невозможно. За исключением специально созданных природных заповедников (например, региональный ландшафтный парк «Зуевский»), а также участков, непригодных для использования в сельском хозяйстве (Зуевские склоны, Певчая балка с её байрачным лесом, овраги, поймы ручьёв и т. п.), вокруг города фактически не сохранилось территорий с дикой флорой и фауной. Много фазанов, встречаются зайцы, дикие кабаны. В самом городе есть естественный парк Балка.

## Население
Количество на начало года.
| Год  | Количество жителей |
| ---- | ------------------ |
| 1939 | 11352              |
| 1956 | 13500              |
| 1959 | 13433              |
| 1970 | 16485              |
| 1979 | 19687              |
| 1989 | 23339              |
| 1992 | 23500              |
| 1994 | 24000              |
| 1998 | 22200              |
| 2002 | 19859              |
| 2003 | 19490              |
| 2004 | 19232              |
| 2005 | 19053              |
| 2006 | 18994              |
| 2007 | 18858              |
| 2008 | 18840              |
| 2009 | 18706              |
| 2010 | 18690              |
| 2011 | 18554              |
| 2012 | 18586              |
| 2013 | 18553              |
| 2014 | 18474              |
| 2015 | 18184              |
| 2016 | 18143              |
| 2017 | 18146              |
| 2018 | 18062              |
| 2019 | 18024              |
| 2020 | 17956              |
| 2021 | 17924              |

## Промышленность и транспорт
Железнодорожная станция Орлова Слобода (на линии Иловайск — Торез).
К основным предприятиям города относятся:
1. Зуевская ЭТЭЦ (теплоэлектроцентраль — бывшая Зуевская ГРЭС) и ЗуТЭС (бывшая ЗуГРЭС-2, проектная мощность — 2,4 млн кВт, фактическая мощность 1,2 млн кВт), входит в ООО «ДТЭК».
2. «Донбассэнергоспецремонт» — ДЭСР.
3. Зуевский энергомеханический завод (ЗЭМЗ).

Эти предприятия являются и основными работодателями. Помимо них, в городе есть колбасная фабрика, ОАО «Зугрэсский племптицерепродуктор», рыбное хозяйство. Более 60 % общего числа занятых в народном хозяйстве трудятся в промышленности. В 90-е годы промышленность пришла в большой упадок, по сути работают из предприятий только электростанции и частично ЗЭМЗ. Обанкротились щебзавод, карьеры, шлакоблочный завод, рыбхоз, овощебаза, ТЭМ. Закрыт хлебзавод. На грани закрытия ДЭСР.

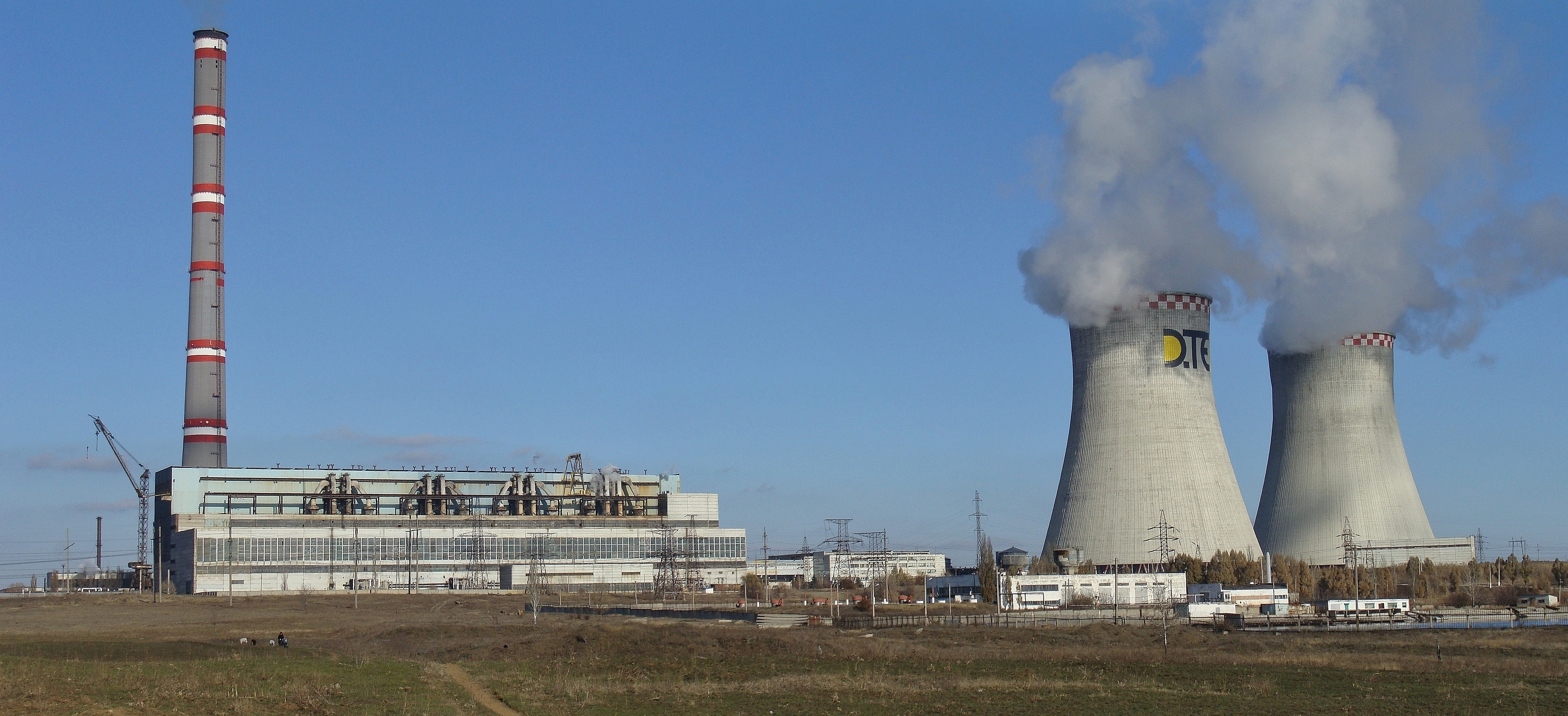
Зуевская ТЭС. 2013 г.
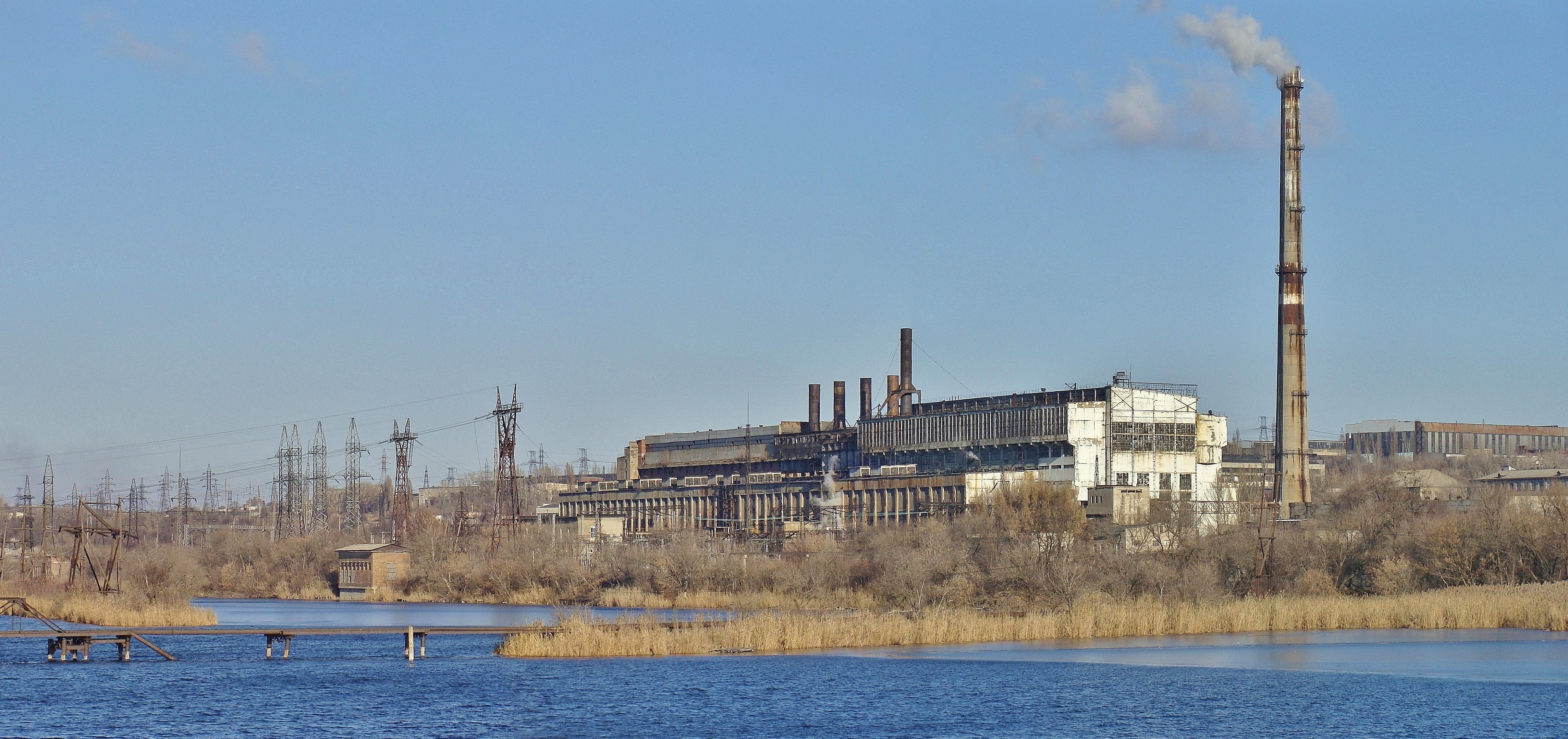
Зуевская ЭТЭЦ.
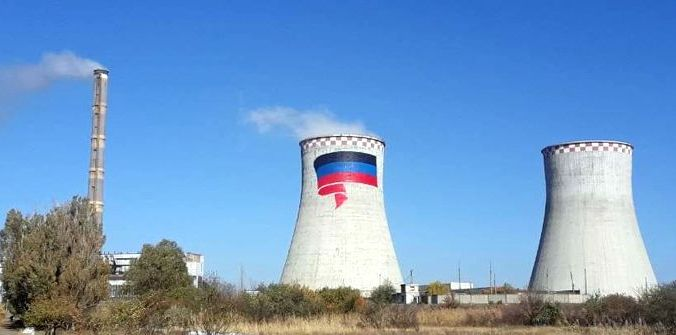
Зуевская ТЭС в 2018 году
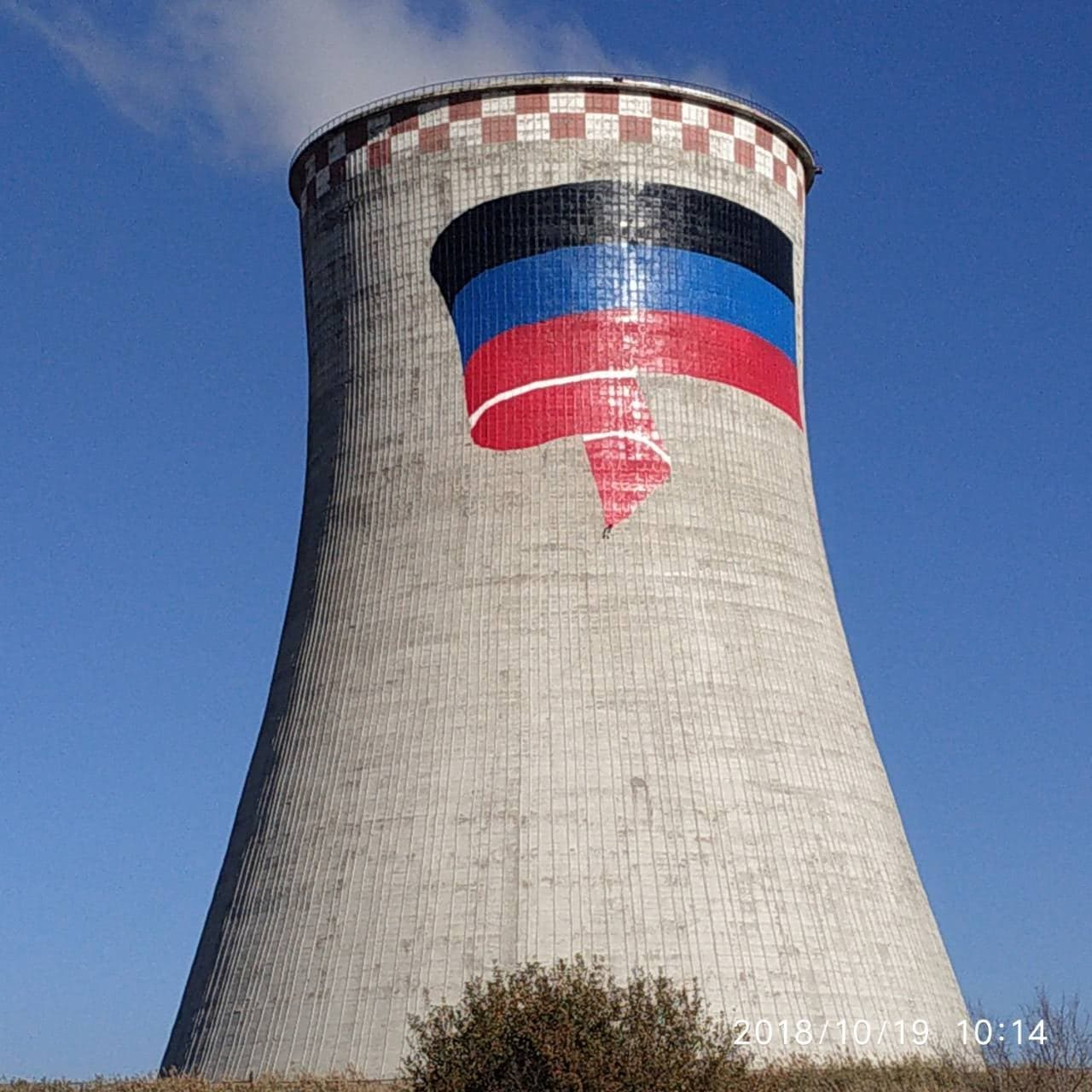
Градирня Зуевской ТЭС. 2018 г.
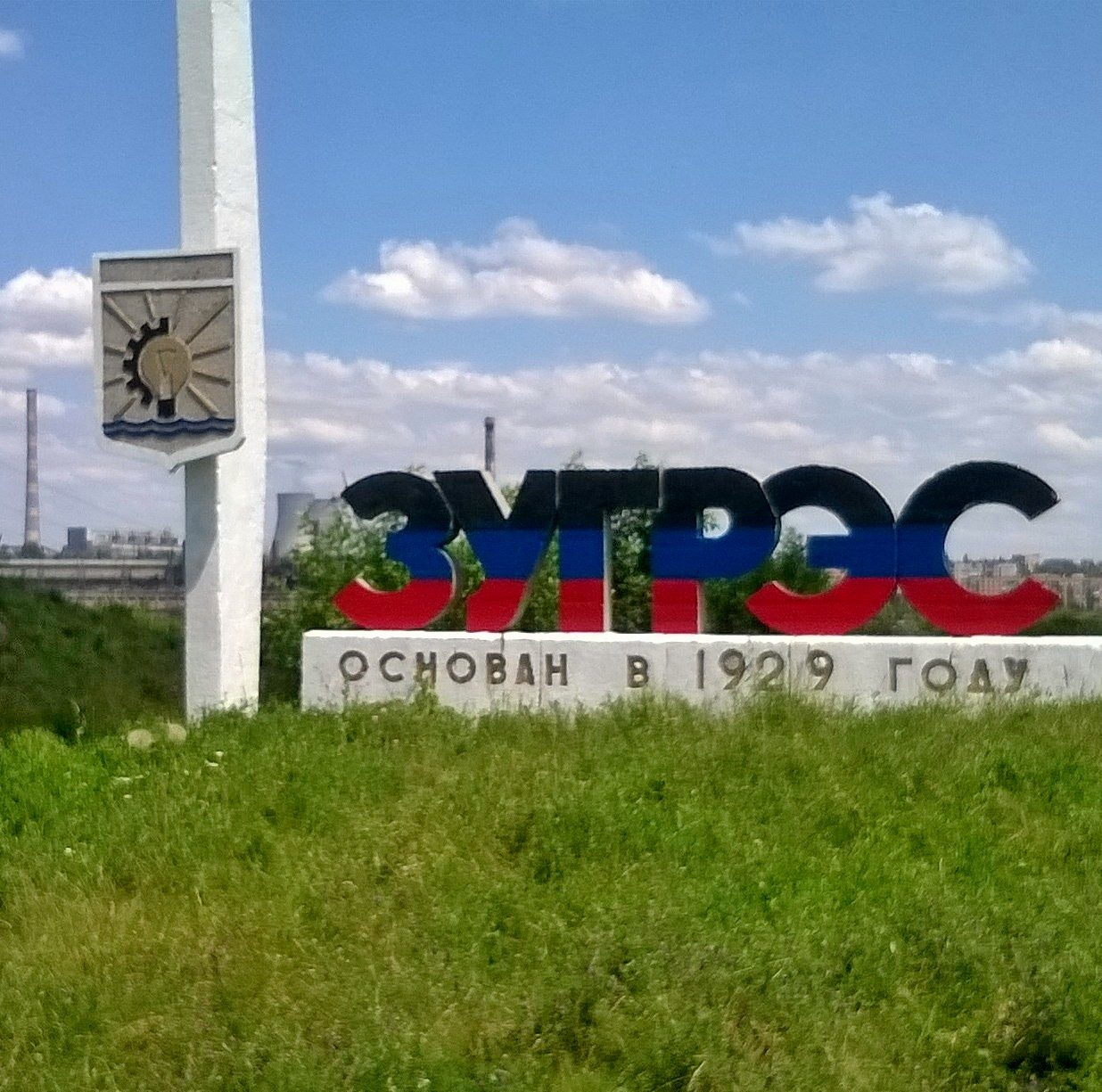
Стела на въезде в Зугрэс выкрашенная в цвета флага ДНР
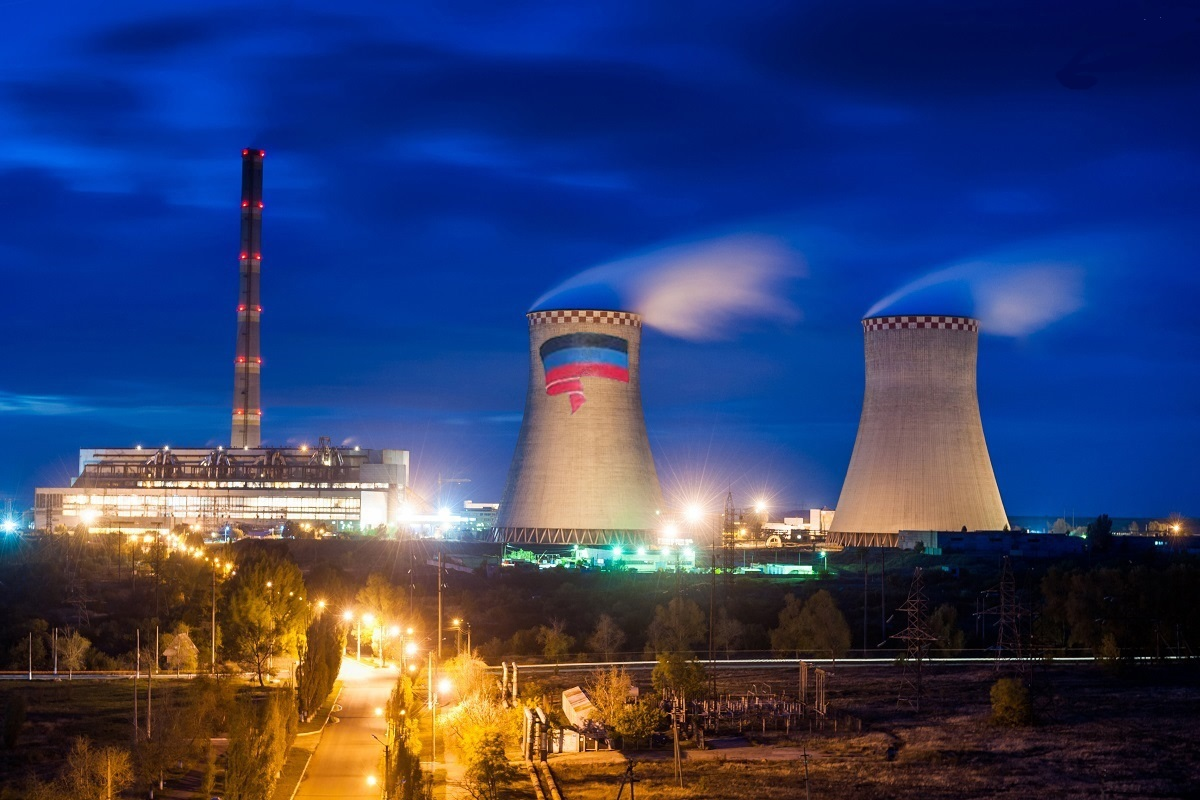
Вид ночью на ЗуТЭС

## Социальная сфера
Город имеет несколько учебных заведений различного уровня: Зуевский энергетический техникум Донецкого национального технического университета; Зугрэсский технический лицей; Зугрэсский учебно-воспитательный комплекс № 3; общеобразовательные школы № 9 и № 10; Зугрэсская специальная общеобразовательная школа-интернат; школа искусств. В городе работают три детских садика — «Сказка», «Дюймовочка», «Ромашка» (в советский период в городе работало 10 дошкольных детских учреждений); общегородской дворец культуры г. Зугрэса; дворец культуры ЗЭМЗ; Киноконцертный комплекс «Луч».

### Культурно-развлекательные заведения
- Кафе «Гостинный двор», «Маяк», кафе «Бонжур», ГДК,
- ДЮС

### Духовная жизнь

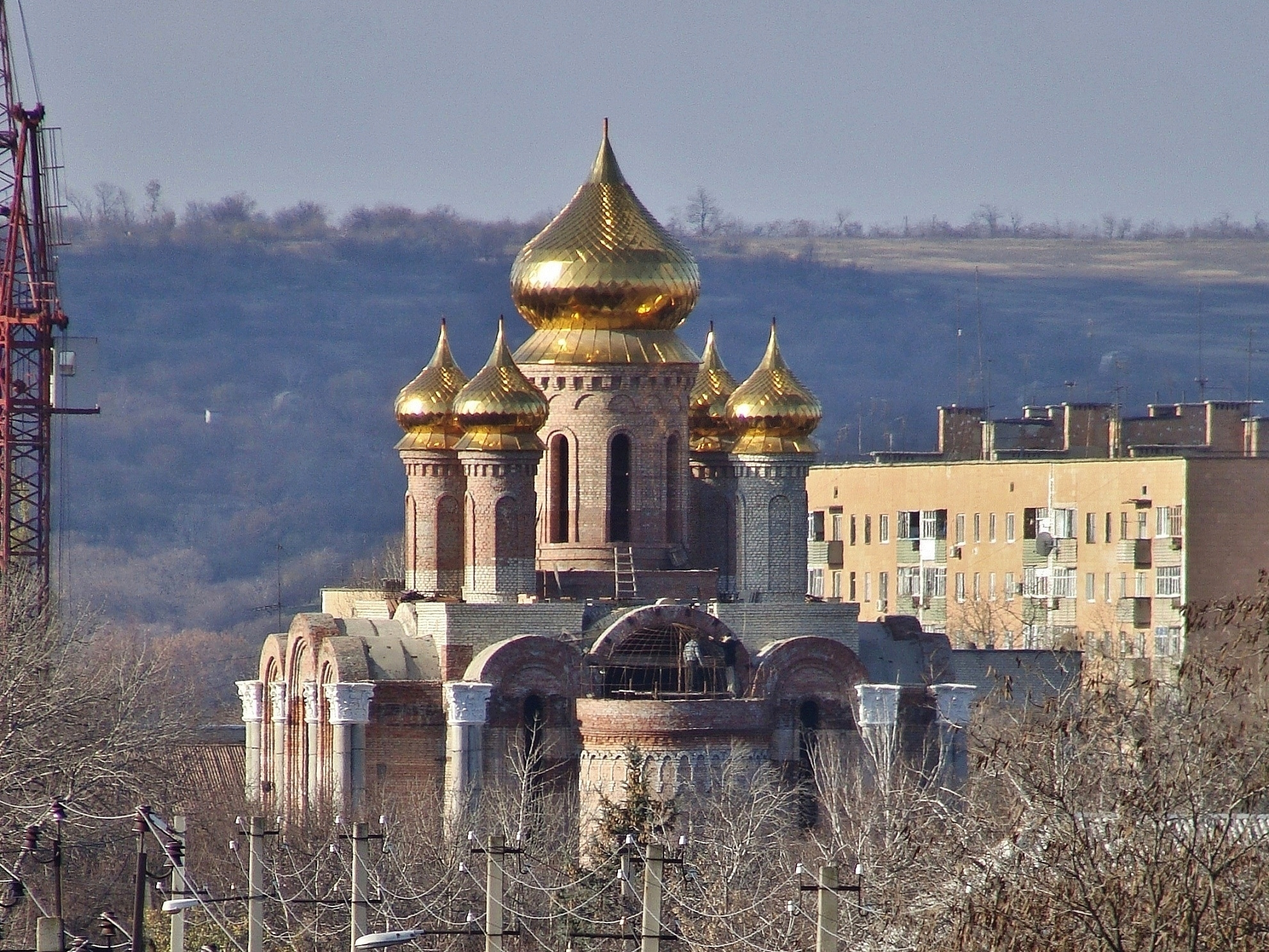
Храм Рождества Христова.

В городе было несколько христианских общин разного исповедания (православные, баптисты, адвентисты, харизматы, Свидетели Иеговы). Старейшая из них — община православной церкви. Она существовала и во времена СССР. В центре города возведён православный храм.